# Kostel svatého Josefa (Weiden in der Oberpfalz)
Kostel svatého Josefa je farní a největší kostel v obci Weiden in der Oberpfalz v řezenské diecézi. Kostel je považován za největší církevní stavbu v řezenské diecézi a je známý svou secesní výzdobou.

## Historie
Od 4. března 1656 do 31. července 1899 existoval ve Weidenu tzv. Simultánní kostel. Katolíci a protestanti sdíleli zdejší kostel svatého Michala, což opakovaně způsobovalo potíže. Náhlý nárůst populace ve druhé polovině 19. století vyžadoval rychlé řešení těchto problémů. V roce 1871 mělo město ještě 3670 obyvatel, v roce 1890 jich bylo 5818 a roku 1900 již 9959. Poměr katolíků k protestantům se zvýšil z 50 procent v roce 1863 na 75 procent v roce 1900. Pro katolickou komunitu byl kostel sv. Michala příliš malý. Padlo rozhodnutí postavit nový katolický kostel. Nový kostel byl vysvěcen 11. listopadu 1900, toto datum je považováno za počátek nové mateřské farnosti sv. Josefa. Z této farnosti se do roku 1954 oddělily další farnosti u kostela Srdce Ježíšova (1922), sv. Konráda (1934) a sv. Alžběty (1954/1955).

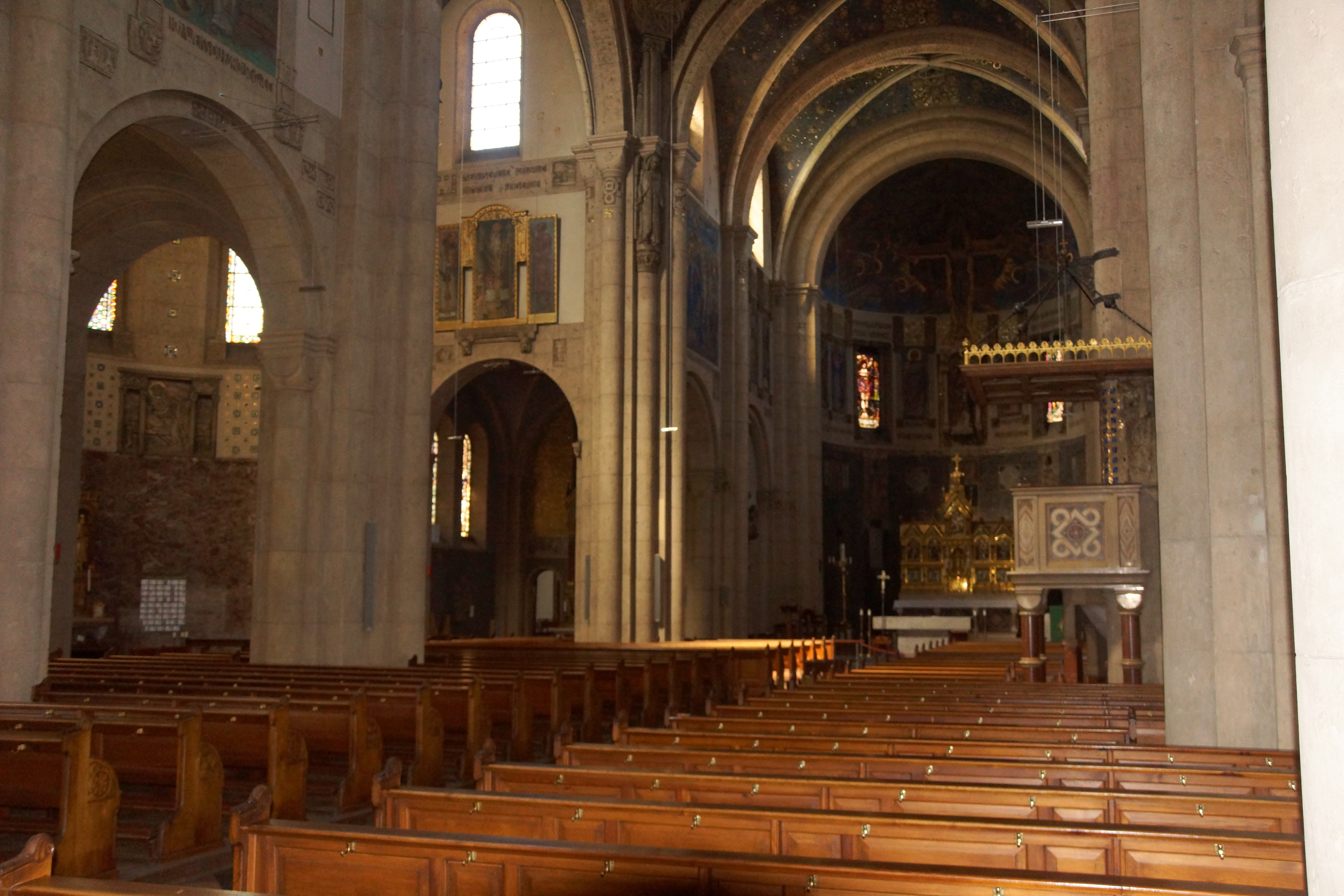
Interiér kostela sv. Josefa

### Historie budovy
Po rozhodnutí rozpustit simultánum ve Weidenu odpovědní činitelé zpočátku uvažovali o rozšíření starého farního kostela sv. Michala, avšak znalecký posudek z 10. března 1896 odborného katedrálního vikáře Georga Denglera z Řezna tento projekt ze statických a uměleckých důvodů odmítl. Poté bylo rozhodnuto o výstavbě nové budovy a předchozí farní kostel byl ponechán protestantské komunitě za náhradu 100 000 marek.
Návrh nového kostela pochází od mnichovského architekta Johanna Baptisty Schotta, který byl jedním z nejžádanějších stavitelů kostelů pozdního historismu v Bavorsku. S pomocí faráře Maxe Josefa Söllnera došlo v květnu 1899 k prvnímu výkopu. Dne 24. června téhož roku položil základní kámen řezenský biskup Ignác ze Senestrey. O rok později byla dokončena hrubá stavba kostela. 11. listopadu 1900 pastor Söllner požehnal novému kostelu a simultánní kostel byl slavnostně rozpuštěn. Po dokončení hlavního oltáře posvětil biskup Ignác ze Senestrey kostel 29. září 1901. V roce 1903 byl dokončen první návrh interiéru.

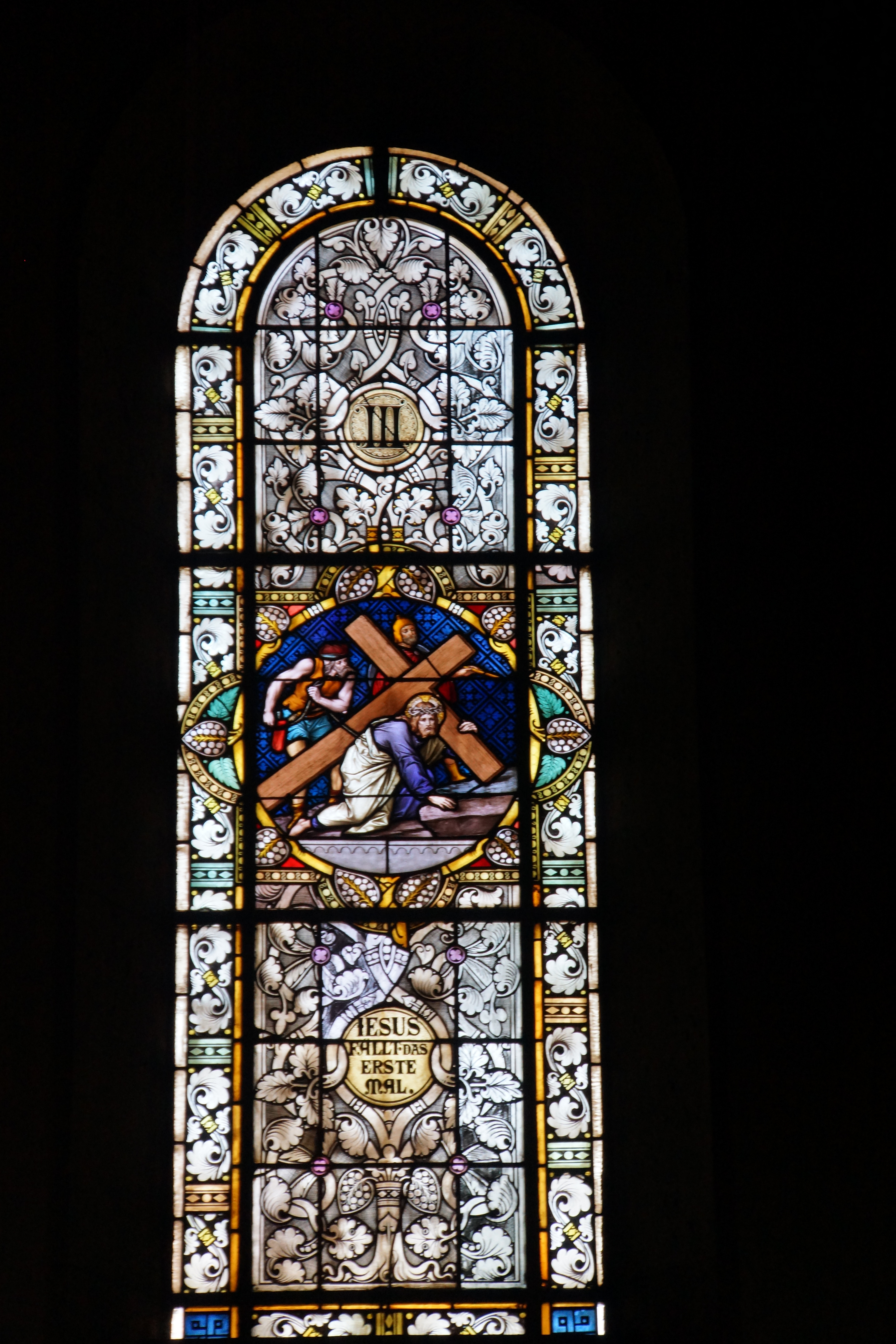
Vitrážové okno v kostele sv. Josefa ve Weidenu

Schott zvolil pro svatého Josefa přísnou architekturu založenou na románské předloze. Vnější budova s monumentální dvouvěžovou fasádou je z hlediska urbanismu efektivně zasazena do ulice. Záliba v lizénových pásech, obloukových vlysech a miniaturní trpasličích galeriích dokazují, že byl autor ovlivněn románskými kostely v Kolíně nad Rýnem. To platí i pro půdorys s podlouhlou hlavní lodí, dvěma bočními loděmi a vyčnívajícími, apsidami zaoblenými transeptovými rameny. Vnitřek trojlodního kostela je klenutý, ale strukturovaný střídmě a připomíná podobně vyhrazené interiéry, jako je klášterní kostel Maria Laach nebo kostely reformního hnutí Hirsau. Dalším „Hirsauerským“ motivem je otevření postranních lodí do hlavní lodě velkými arkádami. Je pravděpodobné, že architekt zamýšlel velkorysý a prostorný dojem.
V letech 1900 až 1903 byl hlavní oltář, čtyři boční oltáře, kazatelna a varhany vyrobeny podle Schottových návrhů, aby byla zachována stylová uniformita. Barevné vitráže, které vzniklo v roce 1900, s pozdně romantickým designem, dotvořilo myšlenky architekta, které vycházely z tradic počátku 19. století. V roce 1901 zaplnil hlavní apsidu mnichovský malíř Franz Hofstötter malbami. Namaloval monumentální zobrazení milosrdenství v uzávěru apsidy, mezi okny apsidy pak postavy apoštolů a pod nimi malé obdélníkové obrazy se scénami ze Starého zákona.

#### Secesní úpravy
Poté, co výzdoba hlavní apsidy neuspokojila umělce ani farnost, navrhl Franz Hofstötter zásadní obměnu. V roce 1905 poskytl návrhy kreseb pro novou výzdobu kostela. Aby sledoval dobové změny stylu, obrátil se malíř k secesi. Návrh rovněž počítal s vybavením presbytáře a transeptu, včetně uzávěru transeptu.

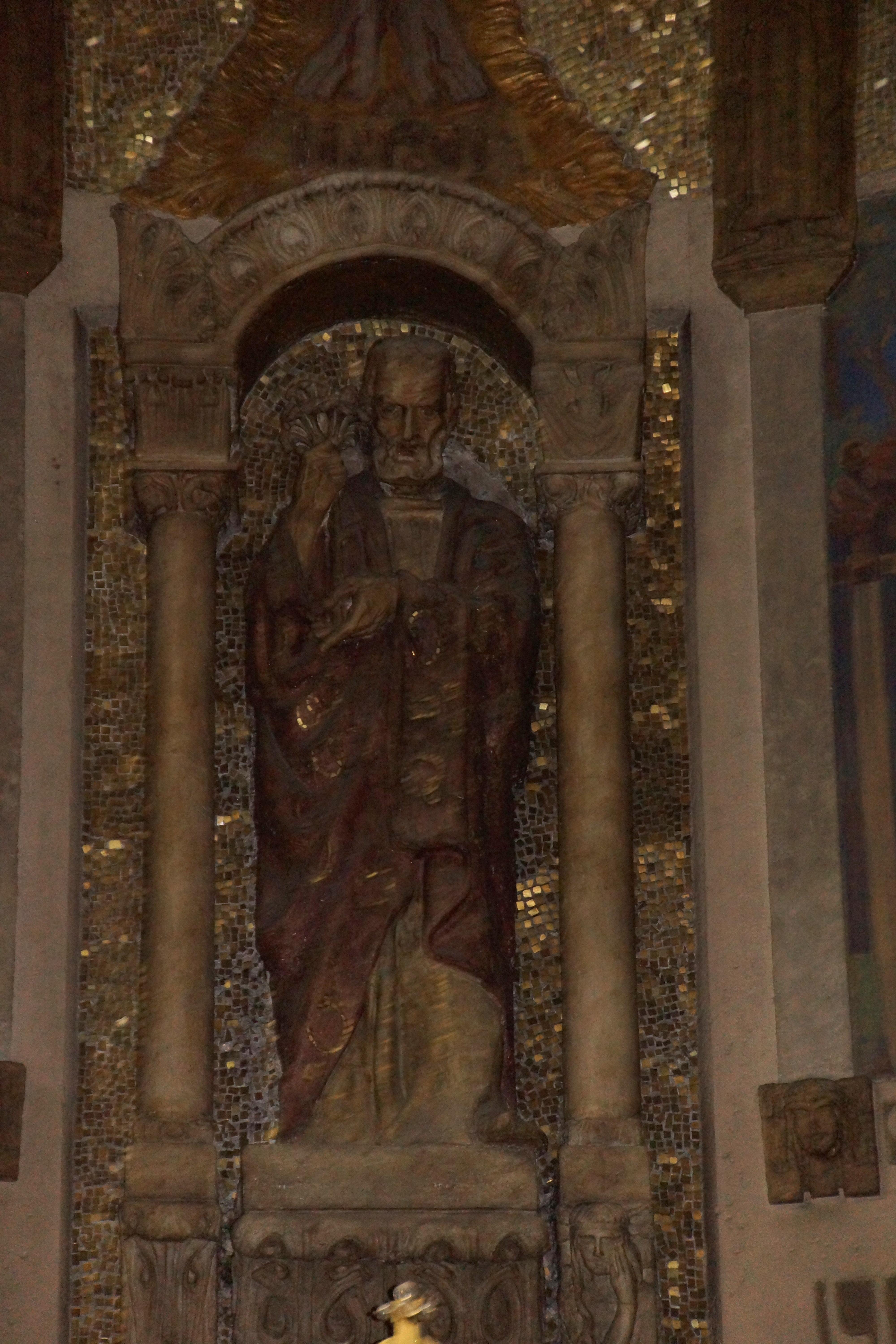
Secesní plastika sv. Josefa, kostel sv. Josefa Weiden

Nejprve Hofstötter přepracoval hlavní apsidu, a to tak důkladně, že z původního obrazu není vidět téměř nic. Tři barevná okna apsidy od mnichovské společnosti Franz Xaver Zettler byla odstraněna. Hofstötter zazdil centrální okno a vytvořil zde postavu patrona kostela sv. Josefa. Další dvě okna byla zkrácena a narovnána; V roce 1907 přibyly nové skleněné obrazy svatých Sebastiana a Michaela. Zkrácením dvou oken umělec dokázal snížit oblouk apsidy. Umělec vytesal ze štuku zlatý planoucí kříž Krista, trůn Boha Otce a všechny nimby a přepracoval nelakované části stěn z mramorových desek, mozaik a štukových reliéfů. Následně upravil vybavení presbytáře a transeptu. Nosné části architektury zakryl silnou, hrubozrnnou vrstvou omítky, kterou šikovně zpracoval, aby jí dodal vzhled cihelných bloků z tufu. Do ještě vlhké omítky vtlačil reliéfní pole, která na zlatém pozadí zobrazovala bizarní ozdobné tvary, rostliny, zvířata, pohádkové bytosti nebo různé symboly. V transeptových apsidách jsou stěny obloženy deskami z leštěného mramoru z borového pole, podobně jako hlavní apsida. Klenební pole stropu získala neobvyklou výzdobu četných, různě tvarovaných štukových rozet, které oživují modrošedé pozadí malbou a zlatými mozaikovými intarziemi. V roce 1910 dostal Hofstötter několik církevních provizí, aby mohl vybavit jen polovinu kostela. Wilhelm Vierling dokončil Hofstötterovy návrhy až v roce 1914.